# Lynyrd Skynyrd
«Lynyrd Skynyrd» — американський рок-гурт, утворений 1965 року у Джексонвіллі, Флорида, який до цього мав такі назви: «The Wild Thing», «The Noble Five» та «One Per Cent» — а 1972-го змінив назву на «Lynyrd Skynyrd».

## Історія
До першого складу гурту ввійшли:
- Ронні Ван Зант (Ronnie Van Zant, 15.01.1948—20.10.1977) — вокал;
- Гарі Россінгтон (Gary Rossington, 4.12.1951—5.03.2023) — гітара;
- Аллен Коллінз (Allen Collins), 19.07.1952 — 23.01.1990) — гітара;
- Біллі Пауелл (Billy Powell, 3.06.1952 — 28.01.2009);
- Корнес Крісті — клавішні;
- Леон Вілкесон (Leon Wilkeson, 2.04.1952 — 27.07.2001) — бас;
- Боб Берне (Bob Burns, 24.11.1950 –  3.04.2015) — ударні.

### Початок кар'єри
Під кінець шістдесятих гурт постійно гастролював південними штатами та записав кілька синглів для малих фірм. 1972 року на «Lynyrd Skynyrd» звернув увагу Ел Купер, який незабаром став продюсером їхнього дебютного альбому «Pronounced Leh-Nerd Skin-Nerd». Звучання трьох поєднаних гітар (ще одним гітаристом гурту став колишній учасник формації «Strawberry Alarm Clock» — Ед Кінг (Ed King), яке запропонували музиканти на цій роботі, відразу привернуло увагу, так само як і поєднання елементів блюзу, хонкі-тонк та бугі.
Особливо вирізнялася композиція «Free Bird» — урочистий гімн, присвячений загиблому Дуейну Оллмену, — яка завдяки своїй незвичайній виразності неодноразово потрапляла у чарти. 1974 року музиканти записали композицію «Sweet Home Alabama», у якій дотепно і тепло відповіли на критику Півдня Нілом Янгом його творами «Southern Man» та «Alabama». Як наслідок, ця композиція стала найкращим хітом у кар'єрі гурту.
Після запису альбому «Second Helping» того ж 1974 року Бернса замінив Артімус Пайл (Artimus Pyle), 15.07.1948, Луїзвілль, Кентукі, США. У цей період учасники «Lynyrd Skynyrd» здобули репутацію досить суворих хлопців (особливо вирізнявся Ван Зант, потрапляючи часто за ґрати за бійки у барах), що грають відповідну сувору музику, презентовану на альбомі «Gimme Back My Bullets».
Наприкінці 1976 року місце Кінга зайняв гітарист Стів Ґейнз (Steve Gaines), 14.09.1949, Маямі, Оклахома, США — 20.10.1977, Гіллсбург, Міссісіпі, США, а для запису чергового альбому «One More For The Road» було спеціально запрошено жіноче вокальне тріо. Однак, крокуючи від успіху до успіху («золоті платівки» та повні зали), наприкінці 1977 року гурт зіткнувся з великою трагедією. 20 жовтня Ван Зант, Стів Гейнз, а також сестра Гейнза та менеджер групи Дін Кілпатрік загинули в авіакатастрофі (інші ж учасники гурту, які також летіли цим літаком, отримали серйозні травми), добираючись з Грінвілля до Бейтон Руж на черговий концерт. Фірма «МСА» негайно вилучила вже підготовлену для нового альбому «Street Survivors» обкладинку, запропонувавши зображення музикантів, що стояли в полум'ї.

### Розпад 1979-го
Унаслідок трагедії гурт припинив діяльність, а в жовтні 1979 року Россінгтон, Коллінз, Пауелл, Вілкесон та Пайл утворили формацію «The Rossington Collins Band». Дебютний альбом цієї формації «Anytime, Anyplace, Anywhere» піднявся до тринадцятого місця.[де?]
1982 року Россінгтон та Пайл залишили своїх колег (перший разом з дружиною утворив гурт «The Rossington Band», а другий — «The Artimus Pyle Band») і формація змінила назву на «The Allen Collins Band».
1986 року Коллінз потрапив в автокатастрофу, внаслідок якої залишився паралізованим, — і «The Allen Collins Band» припинила свою діяльність.
У вересні 1987 року Россінгтон, Пауелл, Пайл, Вілкесон та Кінг вирішили відродити «Lynyrd Skynyrd», запросивши також молодшого брата загиблого Ронні — Джонні Ван Занта (Johnny Van Zant) — вокал та Ренделла Холла (Randall Hall) — гітара. Музиканти відразу вирушили у концертне турне, яке присвятили десятиріччю трагічної катастрофи. 1991 року група у складі: Россінгтон, Пауелл, Вілкенсон, Кінг, Ван Зант, Ренделл Холл та ударник Кастер (Custer) знову відновила свою діяльність та записала альбом «Lynyrd Skynyrd 1991».
Гурт у 1993 в цьому ж складі відсвяткував своє двадцятиріччя, виступивши з концертом «Lynyrd Skynyrd LYVE (Pronounced Live)» кабельною мережею, під час якого до «Lynyrd Skynyrd» приєдналися Пітер Фремптон, Бретт Майклс, Кейфер, Закк Вайлд та Чарлі Данніелс. Цим виступом гурт відкрив концертне турне, яким робило промоцію своєму новому альбому «The Last Rebel». Того ж року в Клей Каунті в Флориді, де ріс Ронні Ван Зант, було відкрито Парк для дітей, названий на честь вокаліста «Lynyrd Skynyrd».

### Відомікаверина твори гурту Lynyrd Skynyrd
- Tuesday's Gone — Metallica

## Дискографія

### Студійні альбоми
- 1973: (Pronounced 'Lĕh-'nérd 'Skin-'nérd)
- 1974: Second Helping
- 1975: Nuthin' Fancy
- 1976: Gimme Back My Bullets
- 1977: Streets Survivors
- 1991: Lynyrd Skynyrd 1991
- 1993: The Last Rebel
- 1994: Endangered Species
- 1997: Twenty
- 1999: Edge Of Forever
- 2000: Christmas Time Again
- 2003: Vicious Cycle
- 2009: God & Guns
- 2012: Last of a Dying Breed

### Живі альбоми
- 1976: One More From The Road
- 1988: Southern By The Grace Of God
- 1996: Southern Knights
- 1998: Lyve from Steel Town
- 2004: Lynyrd Skynyrd Lyve: The Vicious Cycle Tour
- 2010: Live from Freedom Hall

### Збірки пісень
- 1978: Skynyrd's First and… Last
- 1979: Gold & Platinum
- 1982: Best of the Rest
- 1987: Legend
- 1989: Skynyrd's Innyrds
- 1991: Lynyrd Skynyrd (Box Set)
- 1993: A Retrospective
- 1997: What's Your Name
- 1997: Old Time Greats
- 1998: Extended Versions: The Encore Collection
- 1998: The Essential Lynyrd Skynyrd
- 1998: Skynyrd's First: The Complete Muscle Shoals Album
- 1999: 20th Century Masters
- 1999: Solo Flytes
- 2000: All Time Greatest Hits
- 2000: Collectybles
- 2000: Then and Now
- 2003: Thyrty
- 2005: Greatest Hits
- 2005: Then and Now Volume Two
- 2008: Greatest Hits
- 2010: Icon

### The Rossington Colling Band
- 1980: Anytime, Anyplace, Anywhere
- 1981: This Is The Way

### The Allen Collins Band
- 1983: Here, There & Back

### The Rossington Band
- 1986: Returned To The Scene Of The Crime
- 1988: Love Your Man

### The Artimus Pyle Band
- 1982: The Animus Pyle Band
- 1983: Night Caller

### Джонні Ван Зант
- 1990: Brickyard Road